# Campeonato Tocantinense de Futebol de Juniores
O Campeonato Tocantinense de Futebol de Juniores é uma competição anual de futebol masculino, atualmente para jogadores com menos de 19 anos de idade, organizada pela Federação Tocantinense de Futebol.

## História
O primeiro Campeonato Tocantinense da categoria foi realizado em 1992, sendo vencido pelo Miracema. Da primeira edição até 2011, a competição era disputada por atletas abaixo de 18 anos (categoria Sub-18). A partir de 2012, tornou-se uma competição para menores de 19 anos (categoria Sub-19).
Em 2000, o Tocantinópolis, campeão da competição no ano anterior, tornou-se o primeiro representante de Tocantins na Copa São Paulo de Futebol Júnior. No ano seguinte, não houve representantes do Estado na competição. Desde 2002, o vencedor do Campeonato Tocantinense de Juniores tem participado da Copa São Paulo dois anos após o título.
Em 2010, o campeão Buriti não pode participar da Copa São Paulo por não ser permitido o ingresso de clubes amadores na competição nacional. O vice-campeão Palmas herdou a vaga.
Em 2012,  o campeão Ricanato tornou-se o primeiro time do Estado a participar da Taça Belo Horizonte de Futebol Júnior do ano seguinte. O vice-campeão Imagine, por sua vez, obteve o direito de disputar a Copa São Paulo de Futebol Júnior de 2014 por ser um clube profissional. A ordem inverteu-se em 2013, quando o campeão Araguaína garantiu vaga na Copa São Paulo e o vice Palmas foi convidado para participar da Taça Belo Horizonte.

## Campeões
| Edição | Ano       | Campeão                           | Vice-campeão                      |
| ------ | --------- | --------------------------------- | --------------------------------- |
| 1ª     | 1992      | Miracema (Miracema do Tocantins)  | Intercap (Paraíso do Tocantins)   |
| 2ª     | 1993      | Intercap (Paraíso do Tocantins)   | Tocantinópolis (Tocantinópolis)   |
| 3ª     | 1994      | Tocantinópolis (Tocantinópolis)   | Tocantins (Miracema do Tocantins) |
|        | 1995-1996 | não foi realizado                 | não foi realizado                 |
| 4ª     | 1997      | Interporto (Porto Nacional)       | Tocantinópolis (Tocantinópolis)   |
| 5ª     | 1998      | Interporto (Porto Nacional)       | Acadêmicos da UNITINS (Palmas)    |
| 6ª     | 1999      | Tocantinópolis (Tocantinópolis)   | Interporto (Porto Nacional)       |
| 7ª     | 2000      | Interporto (Porto Nacional)       | Tocantinópolis (Tocantinópolis)   |
| 8ª     | 2001      | Palmas (Palmas)                   | Tocantins (Miracema do Tocantins) |
| 9ª     | 2002      | Palmas (Palmas)                   | Guaraí (Guaraí)                   |
| 10ª    | 2003      | Interporto (Porto Nacional)       | AFAGU (Gurupi)                    |
| 11ª    | 2004      | Gurupi (Gurupi)                   | Interporto (Porto Nacional)       |
| 12ª    | 2005      | Tocantinópolis (Tocantinópolis)   | Palmas (Palmas)                   |
| 13ª    | 2006      | Tocantinópolis (Tocantinópolis)   | Gurupi (Gurupi)                   |
| 14ª    | 2007      | Grêmio Esperança (Augustinópolis) | Araguaína (Araguaína)             |
| 15ª    | 2008      | Araguaína (Araguaína)             | Palmas (Palmas)                   |
| 16ª    | 2009      | Gurupi (Gurupi)                   | Araguaína (Araguaína)             |
| 17ª    | 2010      | Buriti (Buriti do Tocantins)      | Palmas (Palmas)                   |
| 18ª    | 2011      | Tocantinópolis (Tocantinópolis)   | Palmas (Palmas)                   |
| 19ª    | 2012      | Capital (Palmas)                  | Imagine (Palmas)                  |
| 20ª    | 2013      | Araguaína (Araguaína)             | Palmas (Palmas)                   |
| 21ª    | 2014      | Palmas (Palmas)                   | Tocantinópolis (Tocantinópolis)   |
| 22ª    | 2015      | Interporto (Porto Nacional)       | Araguaína (Araguaína)             |
| 23ª    | 2016      | Capital (Palmas)                  | Gurupi (Gurupi)                   |
| 24ª    | 2017      | Capital (Palmas)                  | Interporto (Porto Nacional)       |
| 25ª    | 2018      | Capital (Palmas)                  | Palmas (Palmas)                   |
| 26ª    | 2019      | Palmas (Palmas)                   | Sparta (Araguaína)                |
| 27ª    | 2020      | Castelo (Gurupi)                  | Taquarussú (Palmas)               |
| 28ª    | 2021      | Capital (Palmas)                  | Interporto (Porto Nacional)       |
| 29ª    | 2022      | Palmas (Palmas)                   | Sparta (Araguaína)                |
| 30ª    | 2023      | Sparta (Araguaína)                | Bela Vista (Cachoeirinha)         |

## Títulos por equipe
| Clube                 | Cidade                | Títulos                          | Vices                                  |
| --------------------- | --------------------- | -------------------------------- | -------------------------------------- |
| Palmas                | Palmas                | 5 (2001, 2002, 2014, 2019, 2022) | 6 (2005, 2008, 2010, 2011, 2013, 2018) |
| Interporto            | Porto Nacional        | 5 (1997, 1998, 2000, 2003, 2015) | 4 (1999, 2004, 2017, 2021)             |
| Tocantinópolis        | Tocantinópolis        | 5 (1994, 1997, 2005, 2006, 2011) | 4 (1993, 1997, 2000, 2014)             |
| Capital               | Palmas                | 5 (2012, 2016, 2017, 2018, 2021) | 0                                      |
| Araguaína             | Araguaína             | 2 (2008, 2013)                   | 3 (2007, 2009, 2015)                   |
| Gurupi                | Gurupi                | 2 (2004, 2009)                   | 2 (2006, 2016)                         |
| Sparta                | Araguaína             | 1 (2023)                         | 2 (2019, 2022)                         |
| Intercap              | Paraíso do Tocantins  | 1 (1993)                         | 1 (1992)                               |
| Buriti                | Buriti do Tocantins   | 1 (2010)                         | 0                                      |
| Castelo               | Gurupi                | 1 (2020)                         | 0                                      |
| Grêmio Esperança      | Augustinópolis        | 1 (2007)                         | 0                                      |
| Miracema              | Miracema do Tocantins | 1 (1992)                         | 0                                      |
| Tocantins             | Miracema do Tocantins | 0                                | 2 (1994, 2001)                         |
| Acadêmicos da UNITINS | Palmas                | 0                                | 1 (1998)                               |
| AFAGU                 | Gurupi                | 0                                | 1 (2003)                               |
| Bela Vista            | Cachoeirinha          | 0                                | 1 (2023)                               |
| Guaraí                | Guaraí                | 0                                | 1 (2002)                               |
| Imagine               | Palmas                | 0                                | 1 (2012)                               |